# برجايا تايمز سكوير

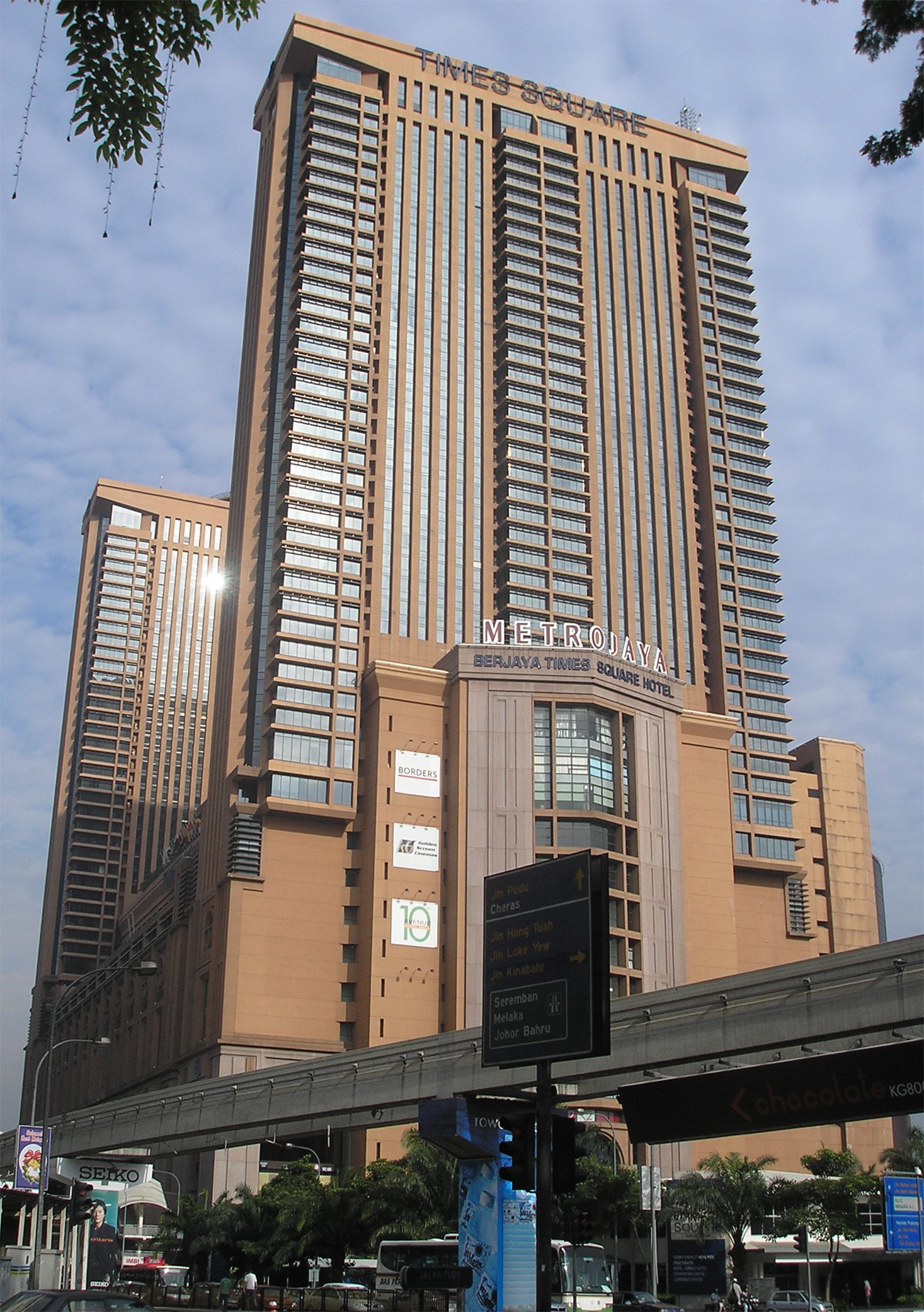
برجايا تايمز يكوير

برجايا تايمز سكوير كوالالمبور هو بناء يتألف من برجين للتجارة الذي يحتوي على مركز للتسوق وفنادقي خمسة نجوم الذي تقع في كوالا لمبور، ماليزيا. افتتح في أكتوبر 2003 من قبل رئيس وزراء ماليزيا، داتوك سيرى و الدكتور مهاتير بن محمد. ويبلغ طولهما 203 مترا (666 قدم) مع 48 طابق.
ووصفت المبنيين بأنهما «أكبر بناء في العالم على الإطلاق تم إعماره في مرحلة واحدة» ، بمساحة 7.5 مليون قدم مربع (700000 متر مربع) في مجال البناء. ويأمن التسوق، وأماكن الإقامة الفاخرة، والأعمال التجارية، والغذاء والترفيه.وتحتوي الآن على أكثر من 1000 متجر البيع بالتجزئة، و 1200 جناح فاخر، و 65 مصدر أغذية التي تناسب أذواق والكثير من أساليب الترفيه الجاذبة مثل أكبر مدينة ملاهي في مكان مغلق في آسيا عالم كوسمو (Cosmo's World) و أول سينما آيماكس (IMAX) ثنائية وثلاثية الأبعاد في ماليزيا التي تقع على الطابق 10. تم افتتاح في أبريل 2005 أو متجر لشركة بوردرز غروب (Borders Group). وفي الوقت الحالي هو أكبر متجر للشركة في العالم. وتشمل غيرها من المحلات الشعبية مثل متروجايا (Metrojaya)، وهو متاجر متعدد الطوابق، وغيرها الكثير.
يوجد بالقرب منه محطة السكة المفردة Imbi يرتبط بها البناء جسر للمشاة.

## التاريخ
كان يمتلك الأرض شيونغ النير تشوي قبل الحرب العالمية الثانية. له بيت من طابق واسعة النطاق لحين اشترتها مجموعة برجايا فينسنت تان تان سري ليتم بناء برجايا تايمز سكوير.

## الموصفات
برجايا تايمز سكوير هو أكبر مبنى شيد في كوالا لامبور وكذلك في كل من ماليزيا. و حاليا ثامن أعلى مبنى (توأم) في كوالا لمبور وتاسع أطول مبنى في ماليزيا.
تايمز سكوير هو حاليا خامس بناء في العالم يحتوي على أكبر مساحة طابق (7.5 مليون قدم مربع، أي 700000 متر مربع).
برجايا تايمز سكوير هو ثالث عشر أكبر مركز تجاري في العالم (3.5 مليون قدم مربع، أي 320000 متر مربع).
وهو أيضا أكبر مبنى في العالم على الإطلاق تم بناؤه فقط في مرحلة واحدة.
وهو مبنى ضخم الحجم متعددة الأغراض يتكون من مرافق تسوق، دار سينما، حديقة داخلية، فندق، سكن، مكاتب وغيرها. ويقع في المنطقة الأكثر شهرة للسياح في كوالا لمبور، وهي المنطقة المعروفة باسم المثلث الذهبي.